# Спірограф

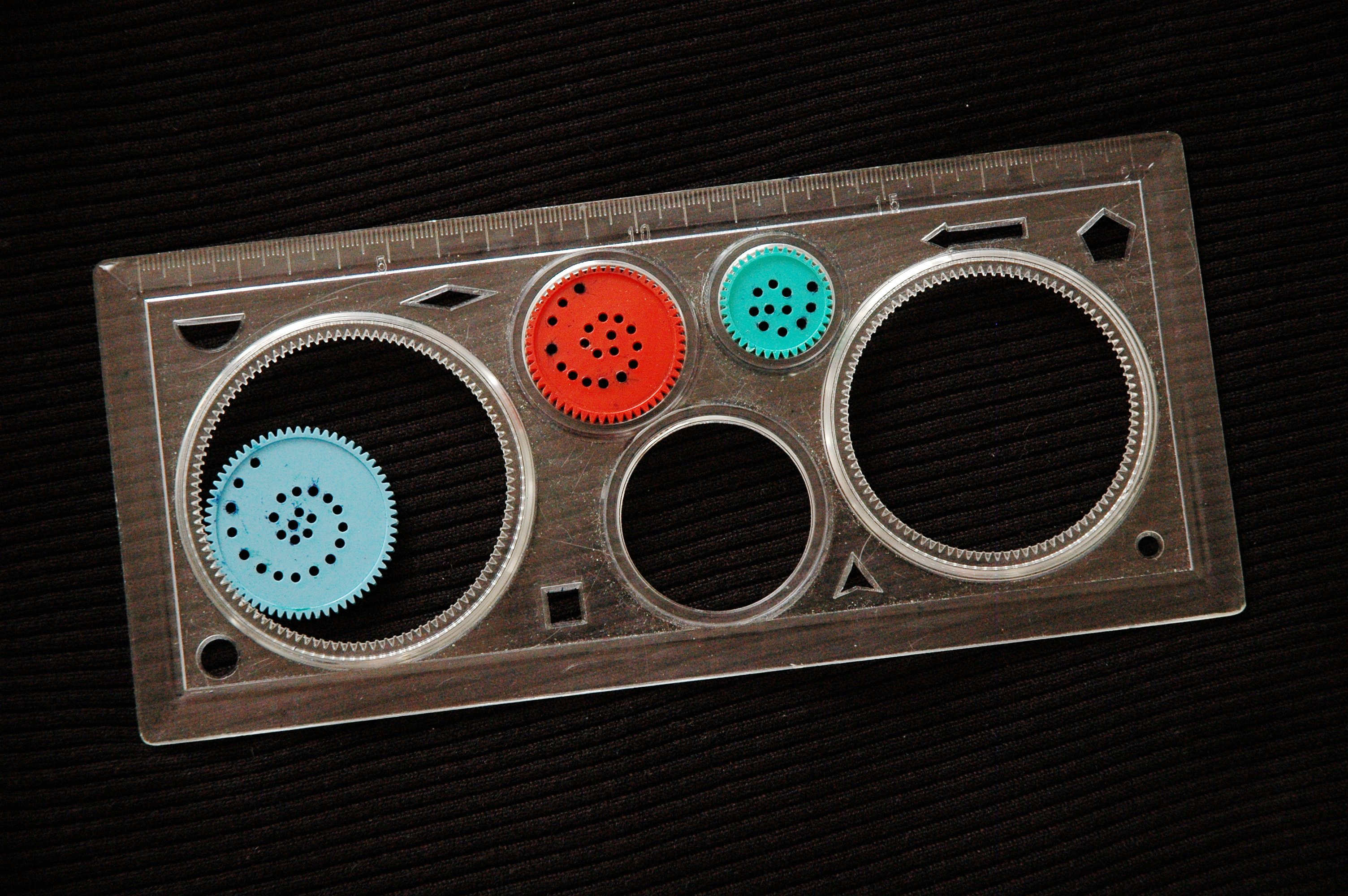
Спірограф, що виготовлявся в СССР в 1980-ті рр. (ОСТ 6-19-417-80 и 14МО.390.319, артикул НК-9)

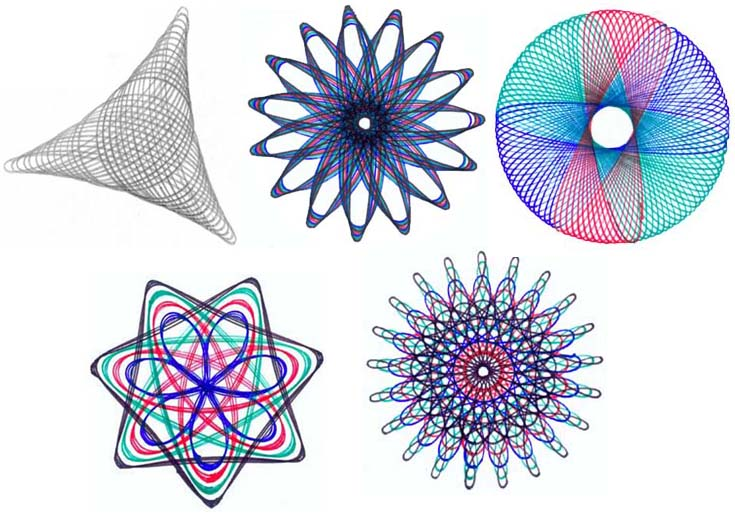
Картинки, отримані з допомогою спірографа.

Анімація спірографа

Спірограф — дитяча іграшка, складається з пластмасової пластини з вирізаними колами різних діаметрів і набору коліс меншого діаметра з отворами. Краї кіл і коліс зубчаті, щоб запобігти прослизання. Метод використання: пластина прикладається до листа паперу, всередину обраного кругового отвору поміщається одне з зубчатих коліс, в один з отворів якого вставляється кулькова ручка або олівець. Потім зубчате колесо приводить у рух легким натиском на пишучий елемент, який залишає на папері красивий спіральний слід.
Замість внутрішнього зубчатого колеса можуть бути використані фігури іншої форми: трикутники, овали тощо. Крім того, може бути використано кілька фігур одночасно (трикутник обертається навколо кола, що котиться по внутрішній стороні шестикутника, або коло обертається усередині іншого кола, що котиться всередині третього кола, але в інший бік і з іншою швидкістю). Це дозволить отримати криві нової форми. Більшість таких кривих неможливо побудувати самотужки.

## Історія
Спірограф був винайдений британським інженером Денісом Фішером (Denys Fisher) (1918-2002) в 1962 році під час роботи над детонаторами для авіабомб. Йому знадобився спосіб швидко й точно креслити лінії, що плавно згинаються. Зроблений винахід не допоміг Денісу просунутися у своїй роботі, але він настільки сподобався членам його сім'ї, що він вирішив випустити його як іграшку. Перші замовники отримали іграшку у 1965 році. На американський ринок «Спірограф» потрапив у 1966 році.
Спірограф визнавали найкращою навчальною іграшкою світу 4 роки поспіль, з 1965 по 1969 рік.

## Математичний опис

Гіпотрохоїда з параметрами R=1,0, r=0,6, d=1,2.

Фігура, отримана з допомогою найпростішого спірографа з двох кругів, коли менший (радіусу r) с отвором на відстані d від центру, обертається в більшому (радіусу R), називається гіпотрохоїдою. Її формула в декартових координатах:
{\displaystyle x=(R-r)\cos \theta +d\cos \left({R-r \over r}\theta \right)}
{\displaystyle y=(R-r)\sin \theta -d\sin \left({R-r \over r}\theta \right)}

## Додаткова інформація
Назва Спірограф є зареєстрованою торговою маркою. Але, як сталося зі світлокопіювальними апаратами «Ксерокс», через які процес зняття світлокопії українською мовою тепер називається «відксерокопіювати», або з туалетом з клапанним зливним пристроєм фірми Unitas, через який всі подібні пристрої називаються українською унітазами, є тенденція називати спірографами всі прилади що працюють на схожому до іграшки принципі, хоч це юридично не правильно.